# Urani(IV) fluoride
Urani(IV) fluoride là một hợp chất vô cơ có công thức hóa học UF4. Nó là một chất rắn màu xanh lục với áp suất hơi không đáng kể và độ hòa tan thấp trong nước. Urani ở trạng thái hóa trị bốn (uranơ) rất quan trọng trong các quy trình công nghiệp khác nhau. Trong công nghiệp tinh chế urani, nó được gọi là muối xanh lục.

## Sản xuất
UF4 được điều chế từ việc cho UO2 phản ứng với HF ở nhiệt độ cao. UO2 có nguồn gốc từ các hoạt động khai thác. Khoảng 60.000 tấn mỗi năm được chuẩn bị theo cách này hàng năm. Tạp chất phổ biến là UO2F2. UF4 cũng dễ bị thủy phân.
UF4 được tạo thành do phản ứng của UF6 với khí hydro trong lò phản ứng dạng ống thẳng đứng. UF4 kém bền hơn các urani oxide và phản ứng chậm với hơi ẩm ở nhiệt độ môi trường, tạo thành UO2 và HF, chất sau cùng rất ăn mòn và độc hại; do đó ít thuận lợi hơn cho việc thải bỏ lâu dài. Mật độ khối của UF4 thay đổi từ khoảng 2,0 g/cm³ đến khoảng 4,5 g/cm³ tùy thuộc vào quy trình sản xuất và tính chất của các hợp chất urani ban đầu.
Thiết kế lò phản ứng muối nóng chảy, một kiểu lò phản ứng hạt nhân trong đó chất lỏng hoạt động là muối nóng chảy, sẽ sử dụng UF4 làm vật liệu cốt lõi. UF4 thường được chọn so với các muối khác vì các nguyên tố không bị phân tách đồng vị, tiết kiệm neutron và hiệu suất điều hòa, áp suất hơi thấp hơn và độ ổn định hóa học tốt hơn.

## Phản ứng
Urani(IV) fluoride phản ứng với fluor, đầu tiên tạo ra urani(V) fluoride và sau đó là UF6 dễ bay hơi:
2UF4 + F2 → 2UF5
2UF5 + F2 → 2UF6
UF4 bị khử bởi magie để tạo ra kim loại:
UF4 + 2Mg → U + 2MgF2
Nó bị oxy hóa thành UF5 ở nhiệt độ phòng và sau đó, ở 100 ℃, đối với hexafluoride.

## Cấu trúc
Giống như hầu hết các fluoride kim loại, UF4 là một polyme vô cơ có liên kết ngang dày đặc. Theo tinh thể học tia X, các tâm U có tám tọa độ với các hình cầu phối trí phản lăng trụ vuông. Các tâm fluoride là cầu nối kép.

## An toàn
Giống như tất cả các muối urani khác, UF4 là chất rất độc và do đó có hại khi hít phải, nuốt phải và tiếp xúc với da.

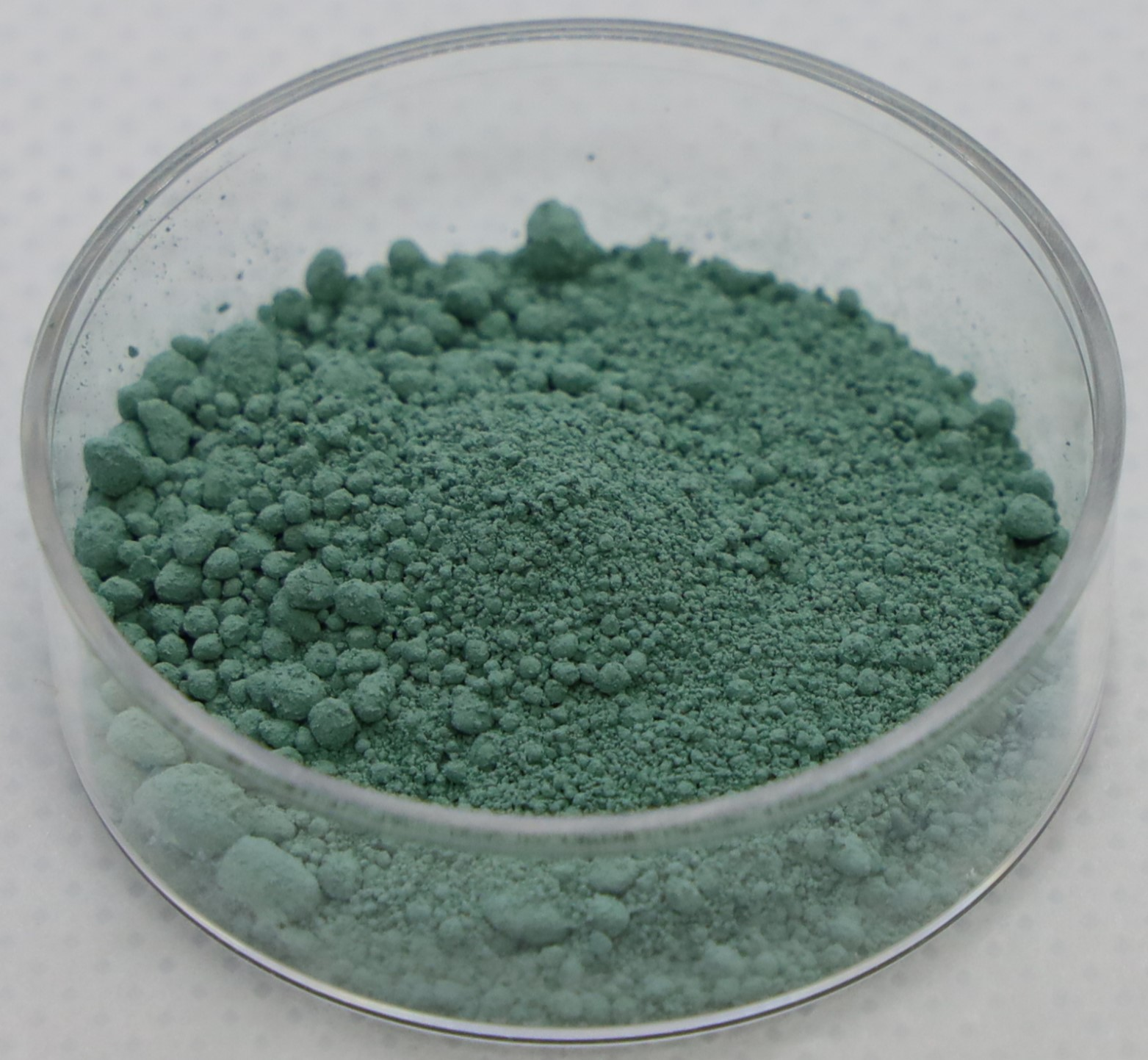
Mẫu urani(IV) fluoride

## Hợp chất khác
UF4 còn tạo một số hợp chất với NH3, như UF4·4NH3 là bột màu xanh lục sáp hay UF4·5NH3 là tinh thể màu lục, D = 2,92 g/cm³.
UF4 còn tạo một số hợp chất với N2H4, như UF4·N2H4, UF4·1,5N2H4 đều là tinh thể màu lục.